# 마트루주

마트루주의 위치

마트루주(영어: Matruh Governorate, 아랍어: مطروح)는 이집트 북서쪽으로 리비아국, 동쪽으로 알렉산드리아 주, 베헤이라 주, 동남방면으로 기자 주, 남쪽으로 알와디알자디드 주와 접하는 주로, 주도는 메르사마트루이다.

## 참고
마트루주의 주기